# コードギアス 反逆のルルーシュ ロストストーリーズ
『コードギアス 反逆のルルーシュ ロストストーリーズ』（コードギアス はんぎゃくのルルーシュ ロストストーリーズ、CODE GEASS Lelouch of the Rebellion Lost Stories）は、EXNOA（DMM GAMES）より配信されているスマートフォン向けゲームアプリおよびブラウザゲーム。2022年5月17日サービス開始。基本プレイ無料（アイテム課金制）。ジャンルはナイトメアフレームバトルRPG。企画・原案はサンライズ、開発・運営はf4samurai。略称は『ロススト』。

## 概要
2006年に放送が開始された、テレビアニメ『コードギアス 反逆のルルーシュ』の物語と戦いを再現し、ルルーシュとプレイヤーとの新たな物語を描くゲーム作品である。プレイヤーは主人公視点で『コードギアス 反逆のルルーシュ』の世界を体験することができる。フルボイスであるメインストーリーでは、アニメ本編を主軸としつつスピンオフ作品である『白の騎士 紅の夜叉』『双貌のオズ』の内容も取り込んだ展開に沿ったルルーシュと主人公の新たな物語が進行して行く。バトルでは、多数のナイトメアフレーム（KMF）が入り乱れた戦闘が展開され、フル3Dによるテレビアニメさながらの迫力と演出を楽しむことができる。

## ゲームシステム
自身の領地に侵入してくる敵を倒すことが目的のゲームであるタワーディフェンスに、レベルや装備といったRPGの要素を付け加えたゲームシステムになっている。マップ上に自軍のナイトメアフレーム（KMF）を配置し、侵入を試みる敵をすべて排除すれば勝利となる。
一般的なタワーディフェンスと異なる点は、駆け引きが重要となる点である。本作品では、パイロットに「突撃」「守護」「策略」などの複数のタイプがあり、ユニットごとに大きな性能差が存在する。各タイプの特徴を理解し、必要な戦場へ必要なタイミングで機体を投下することが、バトルでは常に求められる。
ステージによってはボスが登場することがあり、自軍のナイトメアフレーム（KMF）と接触すると一騎打ちが発生する。

## キャラクター
主人公
声 - 内田雄馬（男）、大橋彩香（女）
アッシュフォード学園に通う学生。ブリタニア人として暮らしてはいるが、日本人とブリタニア人のハーフで、日本人が虐げられる現状に鬱屈した感情を抱きながら日々を過ごしている。 ある日、ブリタニア軍が起こした軍事行動をきっかけに戦火に身を投じていくことになる。
主人公の性別は選択可能であり、性別によってシナリオが大きく変化することはない。
デフォルトネームは男性主人公が「マリオ・ディゼル」、女性主人公が「マーヤ・ディゼル」であり、ファーストネームのみ変更可能。
ルルーシュ・ランペルージ
声 - 福山潤
エリア11の私立高校アッシュフォード学園に通う普通の学生。冷静沈着で少し皮肉屋めいたところもあるが、頭脳明晰でチェスなどのゲームには天才的なセンスを持つ。「ギアス」の力を得て、神聖ブリタニア帝国を相手に反逆を起こす。
枢木スザク（くるるぎ スザク）
声 - 櫻井孝宏
日本国最後の首相の枢木ゲンブを父に持つ日本人だが、名誉ブリタニア人としてブリタニア軍に参加している。組織の人間として、内部からの改革を進めるべきだという考えを持つ。他者に対して思いやり深く優しさを持つ一方、ルールを順守することにおいては頑固な一面もある。
C.C.（シーツー）
声 - ゆかな
ルルーシュの前に突如現れた謎の少女。10代に見えるがその素性を含め全てが不明。ルルーシュに契約を持ちかけ、「ギアス」を与えた。共犯者としてルルーシュと共に行動する。。
カレン・シュタットフェルト
声 - 小清水亜美
かつての日本を取り戻そうとするレジスタンス組織に所属し、非合法な反ブリタニア活動に身を投じている少女。ブリタニアの貴族の父と日本人の母親に間に生まれたハーフだが、学園ではその素性を偽り、病弱な令嬢を演じている。
アノネ
声 - 石見舞菜香
ゲームのチュートリアルやアーカイブで登場する少女。メインストーリーの幕間ではCの世界でC.C.と会話しており、プレイヤーとゲーム内をつなぐ案内人となっている。